# Всесоюзный туристский маршрут № 55
Всесоюзный туристский маршрут № 55 «По Южному Уралу» — советский туристский маршрут по Южному Уралу продолжительностью путешествия до 21 дня.

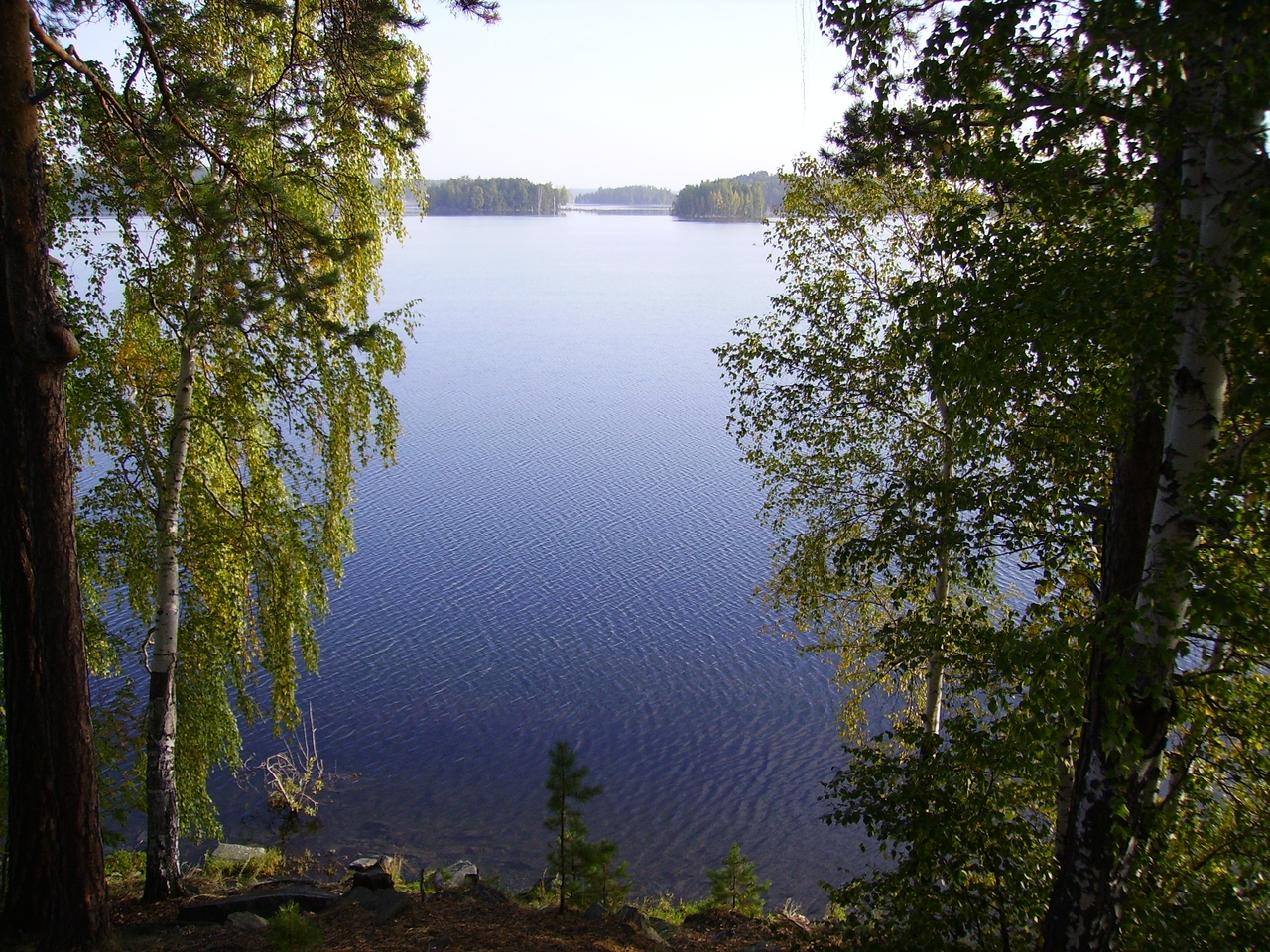
Озеро Увильды

Ильменское озеро

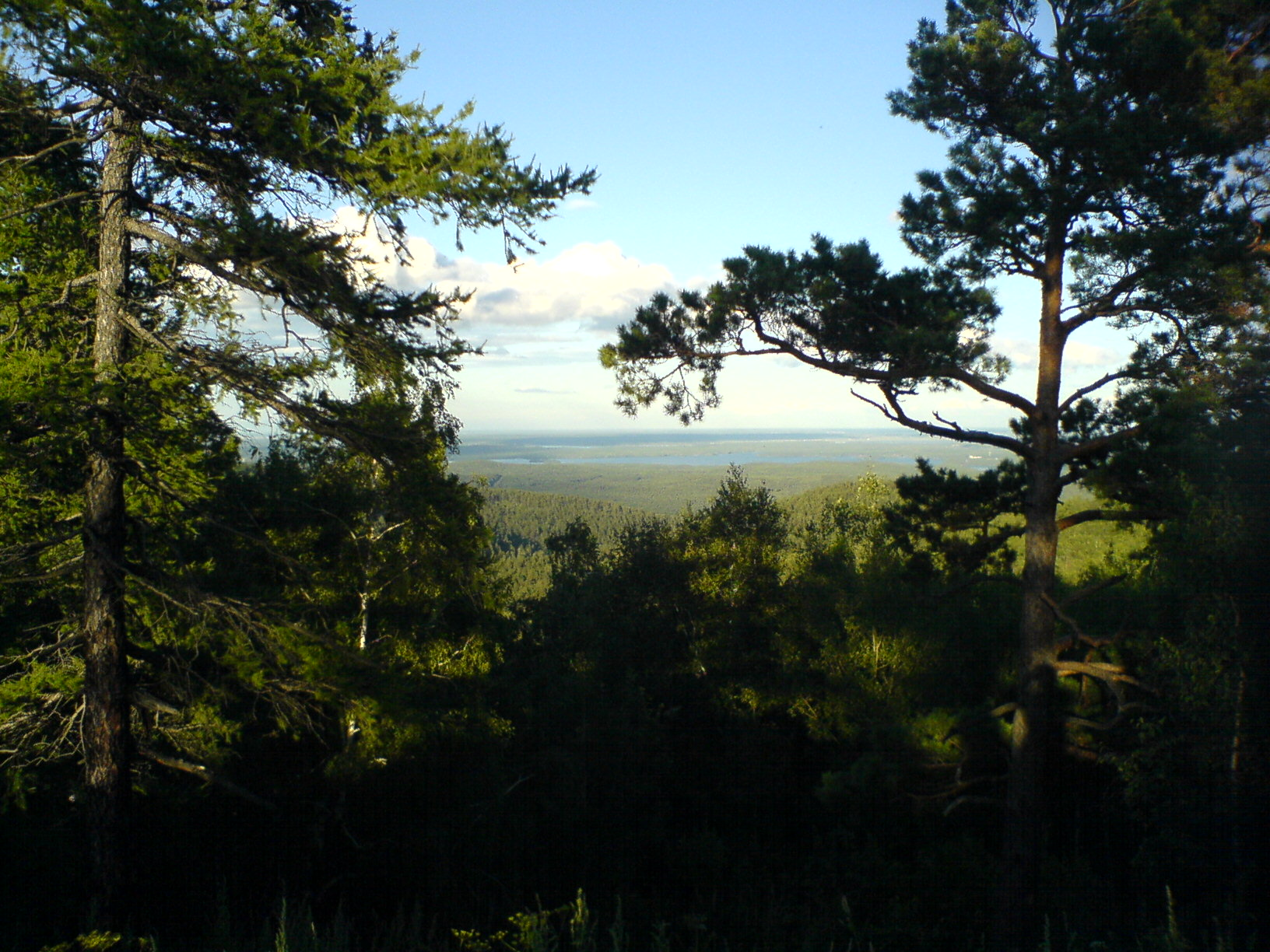
Ильменский заповедник

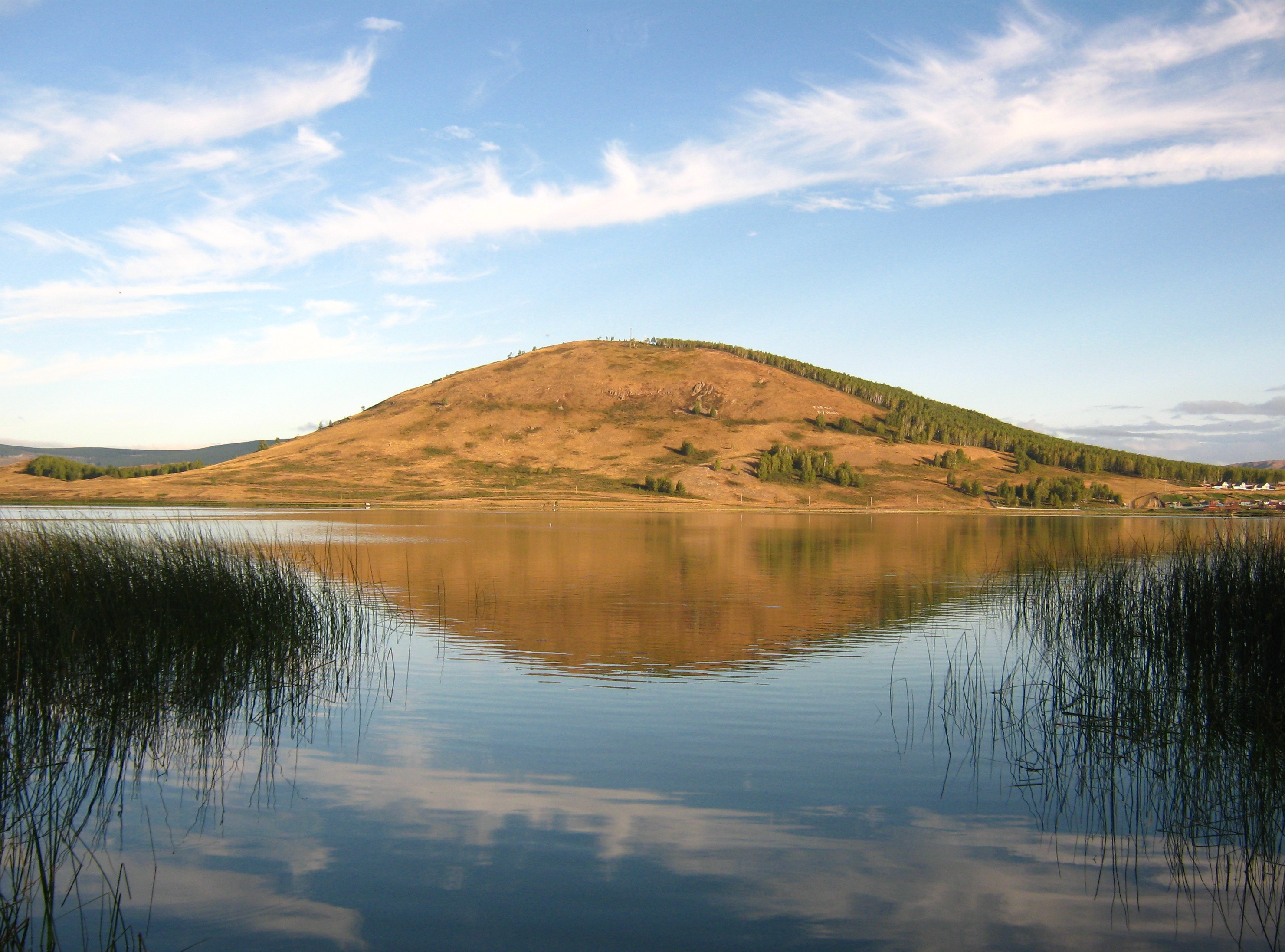
Озеро Аушкуль

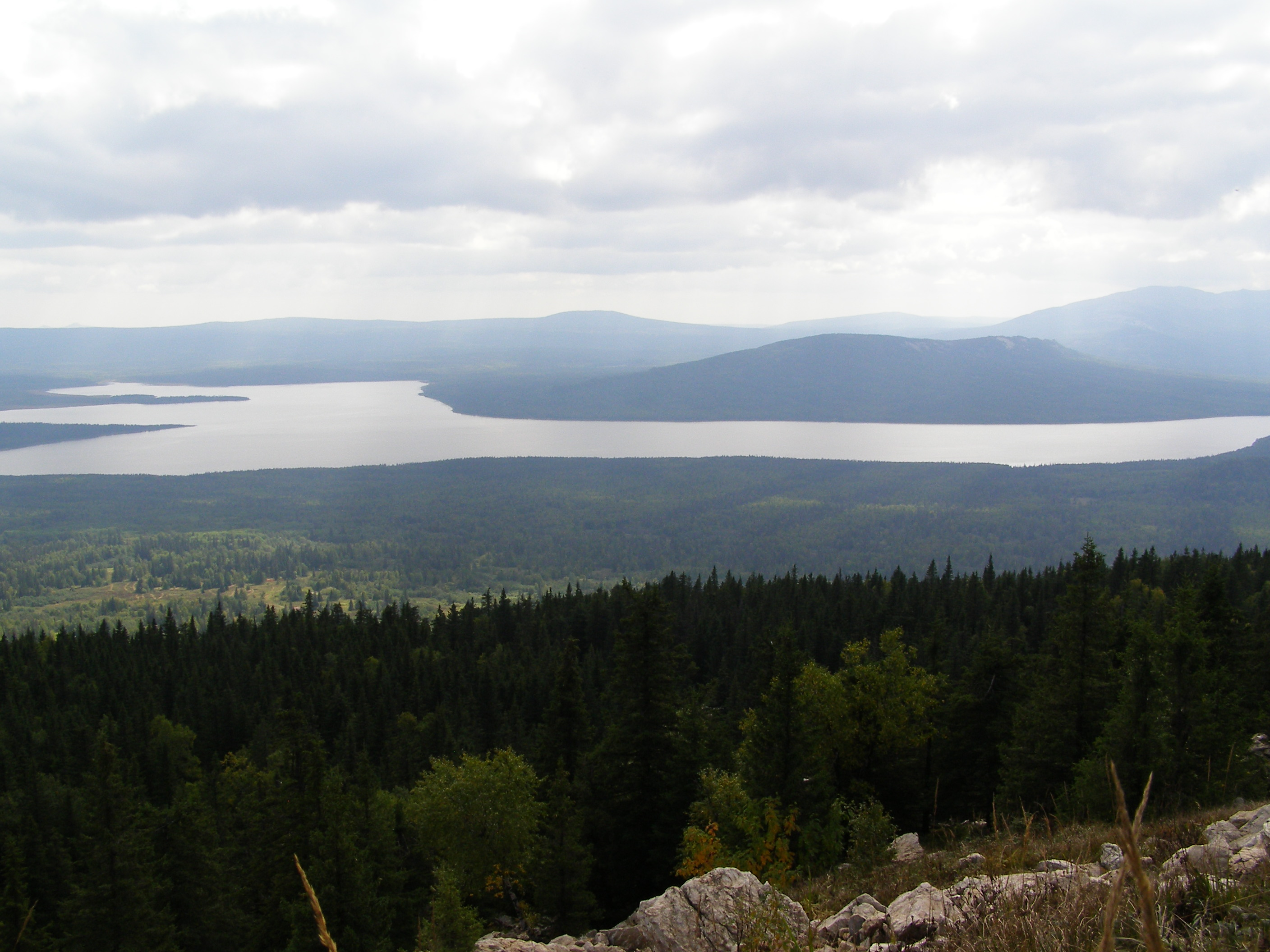
Горное озеро Зюраткуль. Вид с хребта

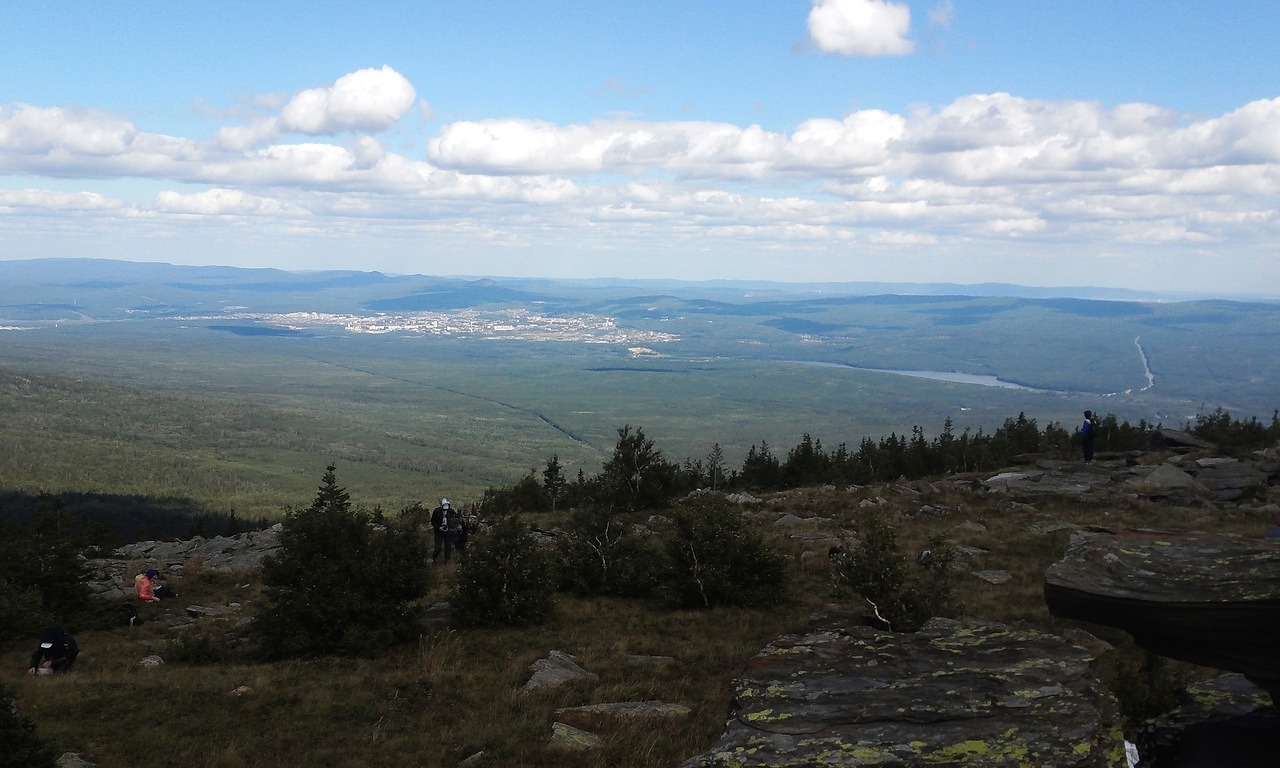
Вид на Златоуст с хребта Уреньга

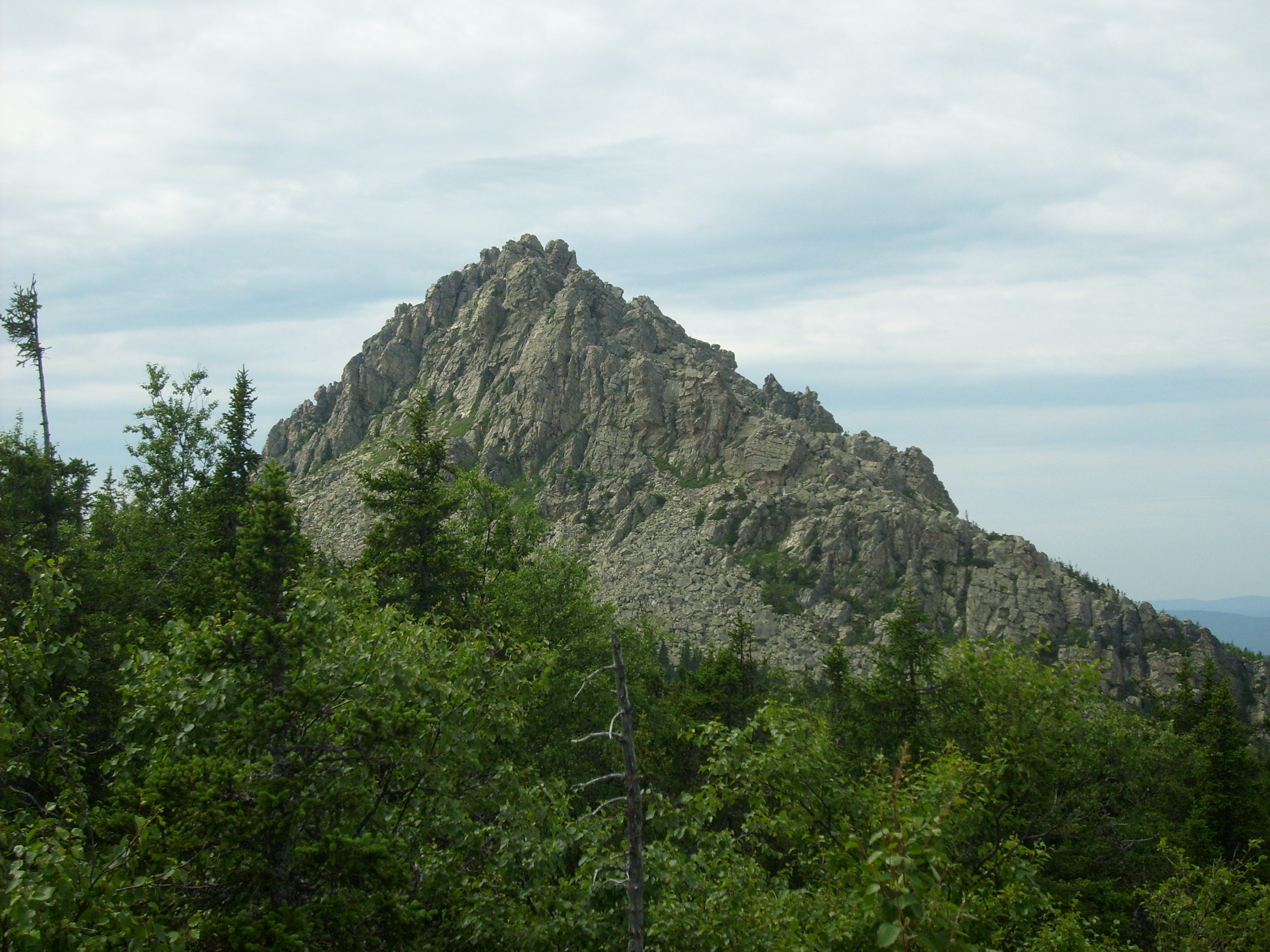
Откликной гребень, Южный Урал

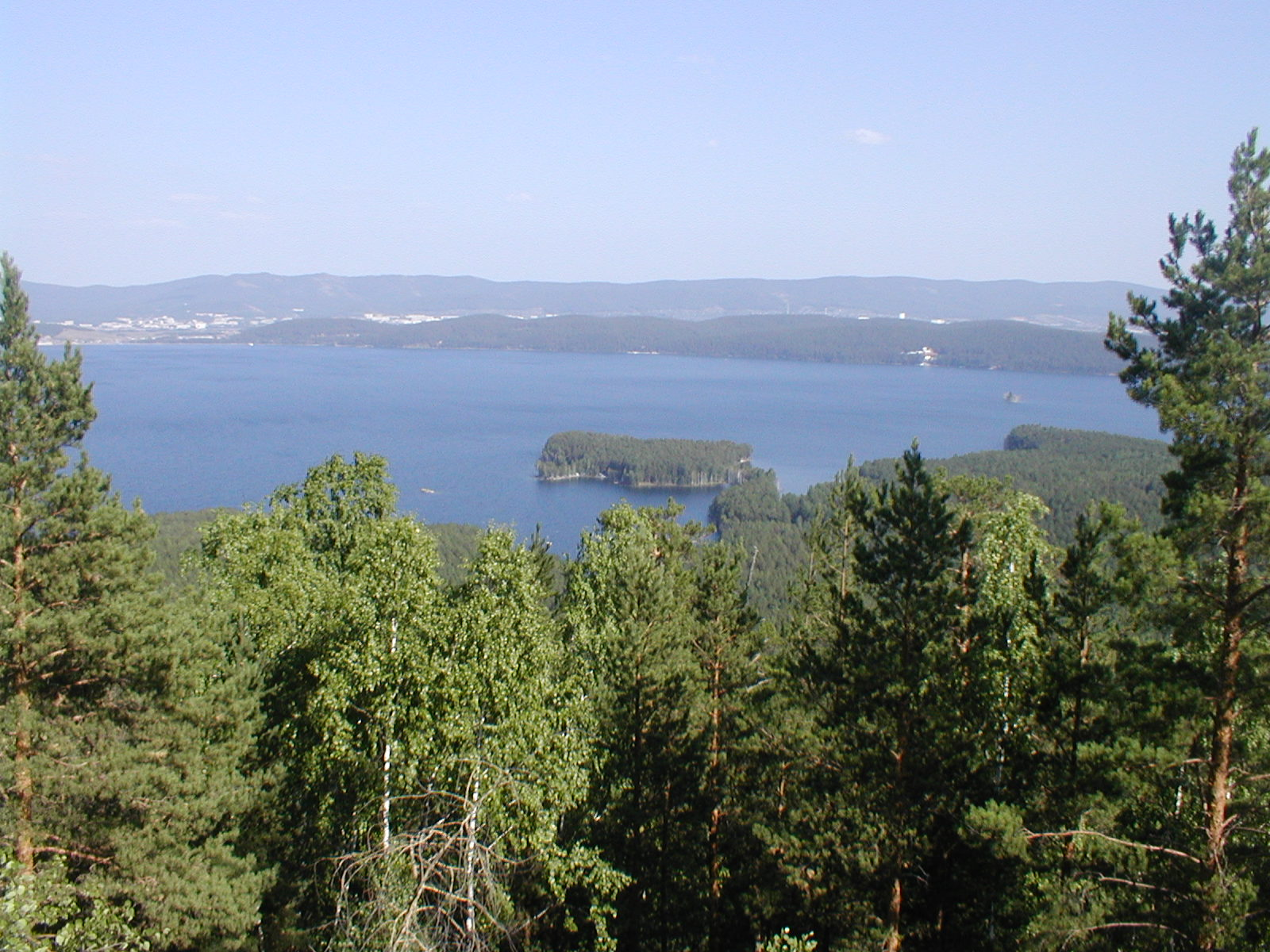
Озеро Тургояк назвали жемчужиной Южного Урала

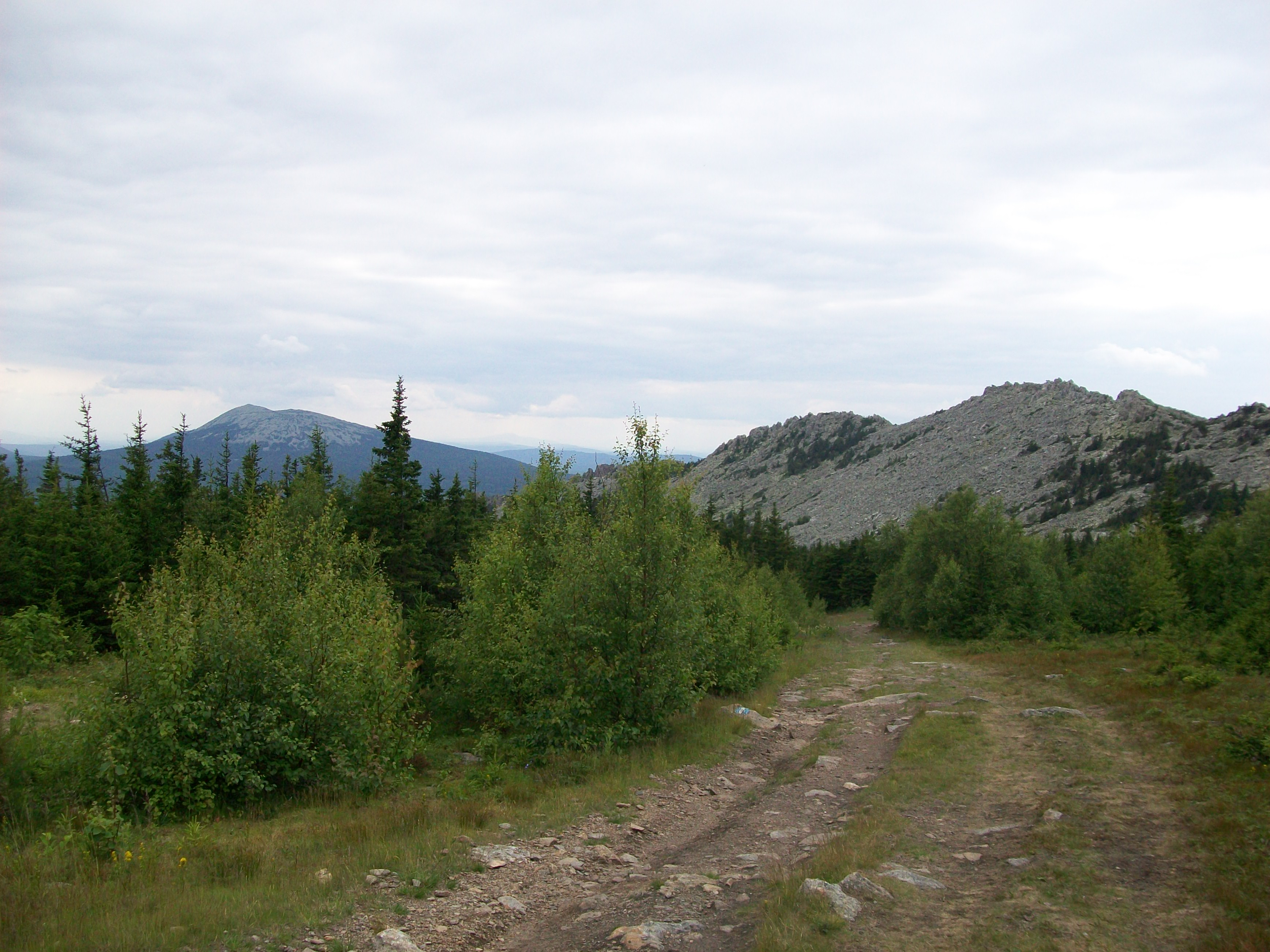
Дальний Таганай с видом на гору Круглица

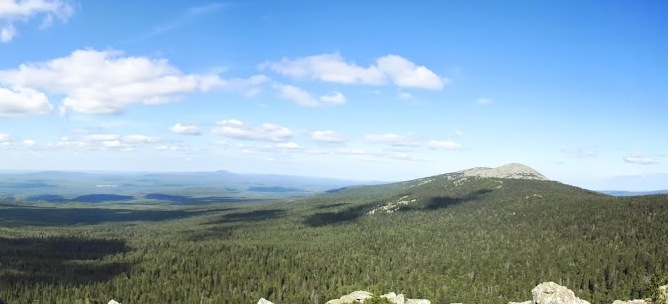
Гора Круглица, Челябинская область

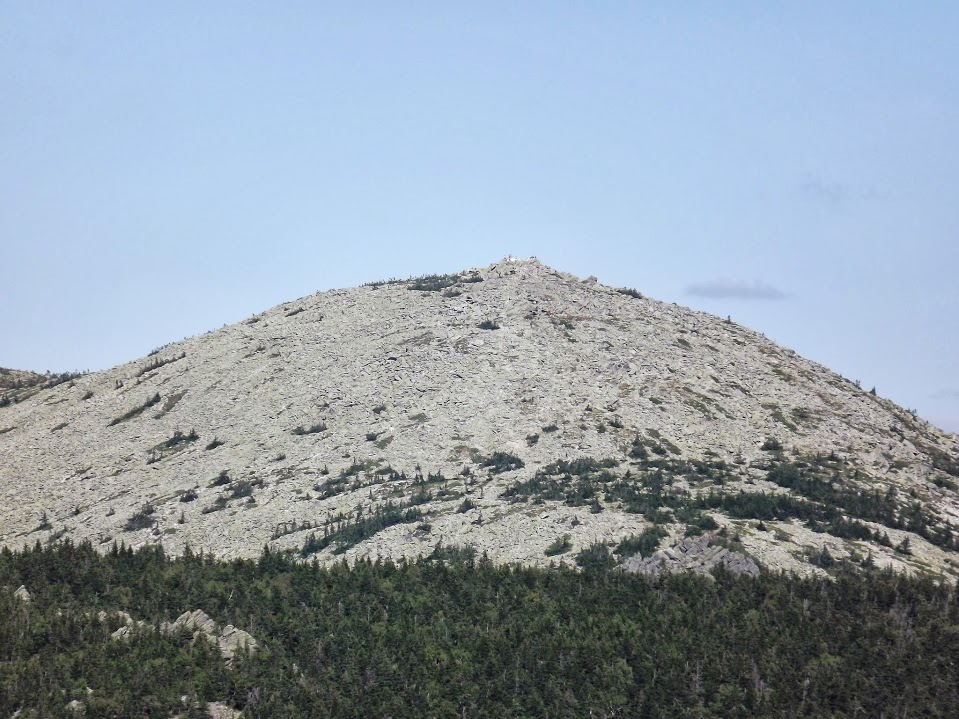
Гора Круглица, Челябинская область

## Описание
Всесоюзный маршрут проходит по горно-озёрной части Южного Урала. Общая протяжённость маршрута 487 км, из них 45 км туристы преодолевают поездом, 255 км — на автобусе и 187 км пешком. Продолжительность маршрута 21 день. Всесоюзный маршрут начинается в городе Челябинске.
Туристы живут 3 дня в гостинице «Турист». Челябинск основан в 1736 году как крепость. До революции город рос и развивался медленно. Коренные изменения произошли за годы Советской власти как в экономике Челябинска, так и в его застройке. Первой крупной новостройкой на Южном Урале была Челябинская ГРЭС, сооружённая по плану ГОЭЛРО в 1930 г., а уже в 1933 г. вступил в строй Челябинский тракторный завод. Начался промышленный рост города. Десятки заводов и фабрик Челябинска широко известны в стране своей разнообразной продукцией. Но не только ими славен этот город. Широкие зелёные улицы, своеобразная планировка, многоэтажные здания, Дворцы культуры и памятники, площади, сады и парки придают городу неповторимый внешний облик. В городе много памятных мест, связанных с революционным движением уральских рабочих и историей нашей Родины. Памятник В. И. Ленину. Памятник герою гражданской войны С. М. Цвиллингу; «Орлёнок» — памятник комсомольцам героям Октябрьской революции и гражданской войны на Урале; Вечный огонь — памятник воинами челябинцам, погибшим в годы Великой Отечественной войны 1941—1945 г. В областном краеведческом музее туристы знакомятся с выставкой чугунного Каслинского литья и Златоустовской гравюры на стали. Интерес для туристов представляет музей Челябинского тракторного завода, картинная галерея. В период пребывания в Челябинске туристы знакомятся с жемчужиной Южного Урала — озером Увильды.
На четвёртый день туристы выезжают на автобусе в город Миасс — старый металлургический центр горнозаводского Урала. Город возник в 1773 г. в связи с основанием медеплавильного завода. В советские годы город вырос в крупный промышленный центр. О революционном прошлом города напоминает обелиск на месте гибели комсомольца Феди Горелова 31 мая 1918 г. В городе имеется краеведческий музей.
Всесоюзный туристский маршрут продолжается к Ильменской туристской базе, расположенной на берегу Ильменского озера. За время пребывания на турбазе туристы знакомятся с её окрестностями, посещают музей известного на весь мир Ильменского государственного заповедника им В. И. Ленина, открытый в 1930 году. Посещение Ильменского заповедника, основанного в 1920 г. декретом Совнаркома — единственного в мире по разнообразию минералов. Почти все главнейшие минералы земли собраны здесь. Богат и разнообразен животный и растительный мир заповедника. Представители тайги: глухарь, рябчик, заяц-беляк, белка и лось — обитатели степей: серая куропатка, тетерев, степной хорёк и др. Из промысловых зверей наибольшую ценность представляют копытные: лось, сибирская косуля, пятнистый олень, завезённый с Дальнего Востока в 1937 году. Из хищников в заповеднике встречаются волк, рысь, барсук, лисица, куница, колонок, хорен, горностай, ласка. Птиц в заповеднике 214 видов, из них 153 вида гнездятся постоянно. Самая крупная птица заповедника — орёл-беркут, размах крыльев его достигает двух метров, самая маленькая птичка — королёк желтоголовый, вес его примерно 3,5 г. Это самая маленькая птичка в СССР. В озёрах заповедника водится 12 видов рыб, из них чудской сиг и карп — акклиматизированные. Местные виды: щука, линь, окунь, язь, налим, чебак и др. Богатство растительного мира объясняется наличием ряда геоботанических зон: горно-лесной, лесостепной, сухой степи. Преобладающими древесными породами являются сосна и берёза, часто встречаются лиственница, осина и ольха.
На шестой день путешественники садятся на поезд «Салават — Учалы» и едут до ст. Алтын-Таш, что в переводе с башкирского означает «Золотой камень». От станции путь лежит по направлению к озеру Аушкуль, расположенному у подножия горы Ауштая. На берегу оз. Аушкуль — первый ночлег туристов. В районе озера туристы пересекают знаменитый «Яшмовый пояс» Урала, протянувшийся более чем на 500 км от Орска до Миасса. Палевыми и жёлтыми яшмами сложена гора, круто подымающаяся над озером. В обнажениях у деревни Старобайрамгулово можно увидеть разновидности минералов. Самодеятельные группы, располагающие резервным днём, могут совершить радиальную экскурсию к северу по дороге через деревню Орловку в направлении Мулдакаево (примерно 12 км в один конец) и там увидеть выступающие из земли серо-зелёные яшмы, о которых упоминается в книге А. Е. Ферсмана «Путешествия за камнем».
От озера Алтын-Таш можно дойти или доехать попутным транспортом до деревни Вознесенка, вблизи которой расположена «Шахтная гора», названная так за остатки старых медных рудников, поросшая редким кустарником. С неё открывается вид на типичное старое богатое уральское селение и на вздымающуюся за ним гору Уйташ. Восхождение на Уйташ с возвращением в Вознесенку может быть сделано за 1 день (при условии раннего подъёма). Следует помнить, что скальные зубцы длинного восточного отрога, ведущего к вершине, зрительно накладываются один на другой и маскируют истинную длину маршрута. Скалолазы сумеют с интересом и пользой провести несколько часов на бастионах венчающего гору естественного замка; любителям географии интересно будет рассмотреть узел, где сближены истоки трёх значительных уральских рек: Уя, Урала и Ая.
Обычно после ночёвки у оз. Аушкуль группы двигаются по лесным дорогам к высокогорному озеру Зюраткуль, расположенному на высоте 724 м над уровнем моря. По пути они переваливают хребты Урал-Тау, Уреньга, совершают подъём на самый высокий хребет Челябинской области Нургуш. На вершине хребта укреплён мраморный барельеф В. И. Ленина, доставленный на вершину юными туристами Челябинской школы № 30. Одиннадцатый день похода туристы проводят на берегу оз. Зюраткуль. В ясную погоду в воде, как в зеркале, отражаются остроконечные пики гор и леса. Окружающие леса изобилуют грибами и ягодами. Водятся здесь медведи, лоси, косули, выдры и другие животные. В этот день желающие совершают экскурсию в город Сатку. В городе имеется памятник «Красная звезда», сооружённый на месте расстрела членов первого Саткинского Совета рабочих и солдатских депутатов в 1918 г., краеведческий музей.
Следующие два дня группы проходят вдоль хр. Уреньга и приходят в город металлургов — Златоуст. Спортивным группам, имеющим элементарный навык ходьбы по летним скалам, можно порекомендовать более сложный вариант похода на Уреньгу.
Златоуст — это исторически сложившийся центр качественной металлургии, родина русского булата и замечательной гравюры по металлу. Здесь работал основоположник учения о стали П. П. Аносов, бронзовый монумент которому воздвигнут на площади 3.-го Интернационала. В Златоусте много памятных мест, связанных с историей нашей Родины. У школы № 3 установлен скульптурный памятник М. А. Ульяновой — матери В. И. Ленина, которая жила в этом городе в 1845—1847 гг. В городском сквере находятся братские могилы златоустовских рабочих, расстрелянных царскими палачами 13 (26) марта 1903 года, и 27 руководителей большевистского подполья, расстрелянных 30 июня 1919 года белогвардейцами. Здесь же высится обелиск на могиле члена Уральского обкома партии И. М. Малышева. Современный Златоуст — это промышленный и культурный центр Южного Урала. В городе имеется множество библиотек, клубов, несколько дворцов культуры и широкоэкранных кинотеатров, драматический театр, краеведческий музей.
После знакомства с городом туристы уходят по просеке, идущей к северу, и разбивают лагерь на берегу реки Бол. Тесьма, в центре хребта Таганай. На западе виден главный хребет, вытянувшийся, как и все Уральские цепи, с Ю-Ю-3 на С-С-В. Первая с юга вершина его — Малый Таганай или Двуглавая сопка, служит излюбленным местом соревнований скалолазов.
Далее следует Откликной гребень, слагающие его вздыбленные пласты кварцита, рассечённые глубокими трещинами, в профиль при взгляде с востока напоминают силуэт гигантского звероящера. Россыпи у подножия скал Откликного Гребня богаты включениями гранатов, среди которых можно найти крупные коллекционные кристаллы. Далее восхождение на гору Круглица, на которой, в отличие от соседних вершин, нет могучих останцов; путь вверх идёт по глыбам гигантской россыпи. На Круглице много авантюрина — желтоватой или мерцающе-бурой разновидности кварца. И, наконец, последняя в хребте вершина — Дальний Таганай, поднятая на высоту более километра древняя поверхность денудации(выравнивания), над которой поднимается невысокий, тоже довольно ровный гребешок. Плато чуть заросло брусникой, черникой, можжевельником.
В седловине между Круглицей и Дальним Таганаем спрятались в лесу скалы — «Три брата». Среди кварцитового Таганайского массива с его угловатыми формами выветривания поражает этот выход гранитогнейсов с характерными для них округлёнными образованиями.
Пожалуй, самое интересное здесь — это совершенно горизонтальные, разбитые на прямоугольники плиты, выстилающие вершину, над которыми всего на несколько десятков метров вздымаются отдельные башенки. Несмотря на близость промышленного города и массовый туризм, район богат зверем и птицей; часто встречаются лоси, косули, с шумом вылетают из травы глухари и рябчики.
Подножия таганайских вершин одеты плащом курумов — скоплений глыб горных пород, значительных по площади и залегающих на пологих горных склонах, образующихся в результате интенсивного физического выветривания. Ходьба по курумам требует известного навыка, но, в общем, безопасна. Опасность представляет нижняя их часть, спускающаяся в зону леса, где мох и стелющийся кустарник коварно маскируют расщелины между камнями.
На протяжении всего маршрута туристы встретят многочисленные памятники, установленные на местах боёв за Советскую власть во время гражданской войны. И в самом посёлке Тургояк находится мраморный памятник на братской могиле большевиков, расстрелянных белогвардейцами в 1918 г. На памятнике надпись: «Вечная память борцам, погибшим за революцию». Здесь путешествие кончается. В награду за трудный и интересный путь — двухдневный отдых на берегу озера Тургояк. Окрепшие в походе, полные ярких впечатлений туристы возвращаются на базу.
Маршрут имеет протяжённость 92 км, из них 22 км проходят пешком, 70 км на автобусе. Продолжительность — 10 дней. На маршрут принимаются родители с детьми старше 12 лет. Первые два дня туристы проводят на Ильменской туристской базе. Получив продукты и снаряжение, туристы выходят на 6-дневный маршрут, проложенный вокруг красивейшего озера Тургояк, названного «жемчужиной Южного Урала». Площадь его — 26,5 км². Берега покрыты чудесным хвойным лесом. В озере водятся щука, окунь, чебак, рипус и другие рыбы, много раков. На берегах много песчаных пляжей, самые крупные из них носят названия «Песчаного», «Серебряного» и «Золотого».
Тургояк — одно из самых холодных озёр Челябинской области. Однако в курье (уральск. — залив), у устья р. Бобровка, впадающей в озеро с запада, есть мелководный, прогреваемый солнцем участок, защищённый от волн и ветра островом Веры. Отсюда же можно по некрутой тропе подняться около 200 м) на г. Заозёрная, отделяющую озеро от верховьев р. Куштумга. Подъём этот, вполне доступный даже с детьми, позволит полюбоваться на озеро сверху.
Рядом с Тургояком расположено небольшое спокойное озеро Инышко. С двумя этими озёрами связаны многочисленные легенды, сохранившиеся до наших дней со времени прохождения по этим местам Емельяна Пугачёва с соратниками. Озеро Инышко названо так в честь атамана Иныша, верного помощника Е. Пугачёва. В маленьком озере Инышко берут на спиннинг щуку-гиганта. Озеро имеет двойное дно — между плотным торфяником и коренным ложем водоёма находится мощный слой воды. От оз. Инышко до пос. Тургояк можно пройти верхом по дороге, но можно и по галечнику под скальными обрывами. Перед самым посёлком над водой вздымаются скалы «Крутики». На «Крутиках» ежегодно проводятся соревнования, привлекающие скалолазов из многих городов этой и соседних областей. На берегу озера Тургояк в многочисленных домах отдыха и оздоровительных базах отдыхают тысячи трудящихся области. Конец путешествия — пос. Тургояк, связанный автобусным сообщением с городом и ст. Миасс.

## Участки маршрута
1. турбаза «Ильменская» — Челябинск
2. Челябинск — озеро Увильды, экскурсионная поездка
3. Челябинск — Миасс
4. Миасс — турбаза «Ильменская»
5. турбаза «Ильменская» — Ильменский заповедник
6. Миасс — ст. Алтын-Таш
7. ст. Алтын-Таш — оз. Аушкуль
8. оз. Аушкуль — восхождение на Уйташ
9. оз. Аушкуль — оз. Зюраткуль, экскурсия в г. Сатку
10. хребет Уреньга — г. Златоуст
11. г. Златоуст — р. Большая Тесьма
12. траверс хребта Откликной Гребень — вершина Дальний Таганай
13. пос. Тургояк — озеро Тургояк — турбаза «Ильменская»

## Достопримечательности маршрута
- Ильменский заповедник
- Озеро Увильды
- Высокогорное озеро Зюраткуль
- Озеро Тургояк
- Озеро Инышко
- Хребты Откликной Гребень, Таганай, кварцитовый Таганайский массив
- Крутики (скалы)
- Заозёрный хребет